# Franziskanerkloster Glogau

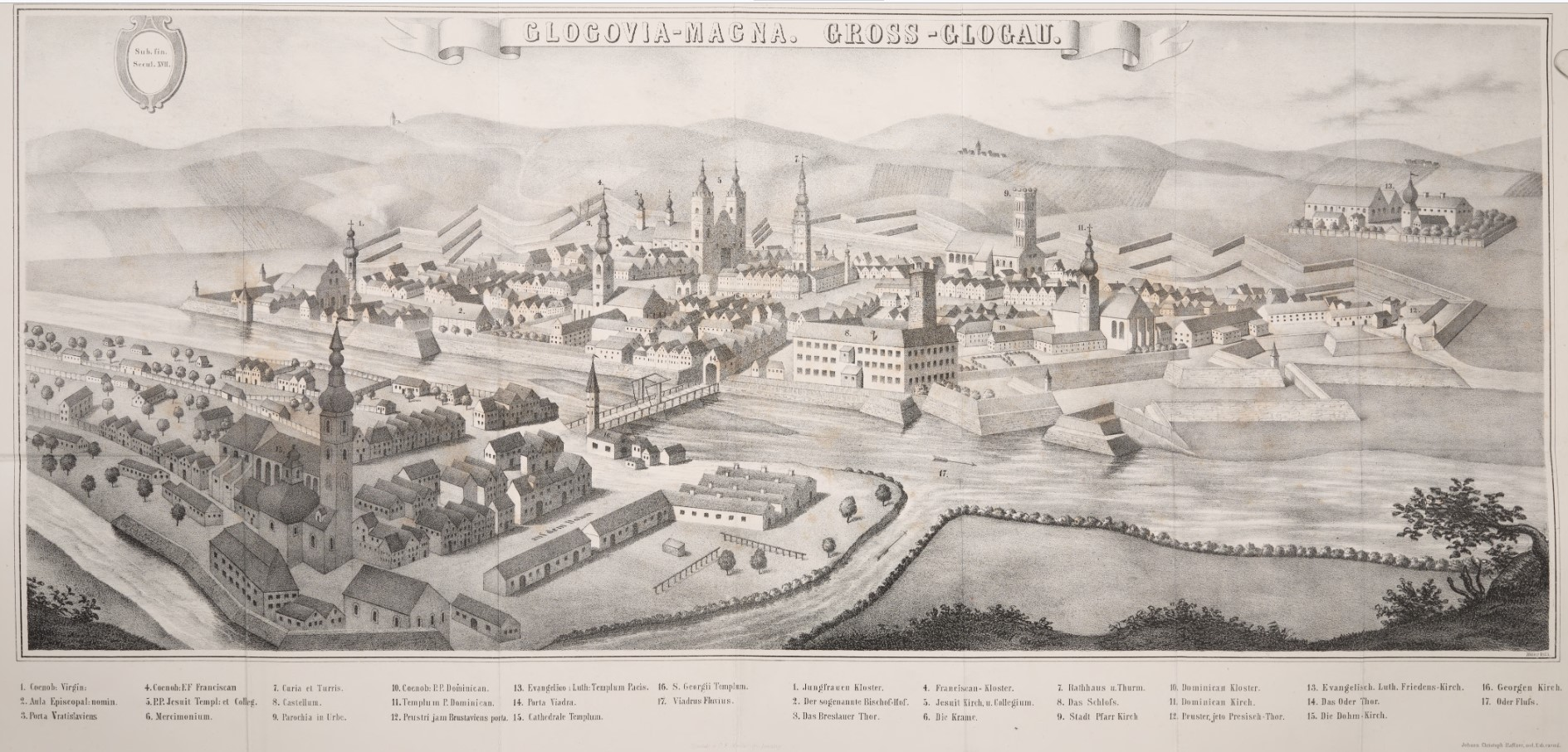
(Groß-)Glogau um 1700, die Klosterkirche der Franziskaner (St. Stanislaus) mit dem hohen Turm hat die Nr. 4, aus Minsberg, Geschichte Groß-Glogau, Bd. 2, Abbildung am Ende des Bandes

Das Franziskanerkloster Glogau war ein Kloster des Franziskanerordens (lat.: ordo fratrum minorum, deutsch: Orden der Minderen Brüder, Ordenskürzel OFM) in Glogau im damaligen Herzogtum Glogau in Schlesien, heute Głogów in der Woiwodschaft Niederschlesien (Polen).
Ein erstes, 1250 gegründetes Franziskanerkloster (auch Barbara-Kloster genannt) lag außerhalb der Stadtmauer. Es wurde 1525 infolge der Reformation aufgegeben. Bei der Teilung des Ordens in Konventualen (Minoriten) und Observanten im Jahr 1517 hatte es sich für den Konventualen- oder Minoriten-Zweig (Ordo fratrum minorum conventualium‚ Orden der konventualen Minderbrüder, Ordenskürzel OFMConv oder OMinConv) entschieden, in dem eine weniger strikte Auslegung der Ordensgelübde, vor allem des Gelübdes der Armut, praktiziert wurde (siehe Minoritenkloster Glogau).
Bereits 1465 wurde im Rahmen des Armutsstreits im Franziskanerorden auch ein Kloster des Franziskaner-Observanten-Zweigs in Glogau gegründet, Stifterin war die Herzogswitwe Margareta von Cilli. Es gab nun für 60 Jahre zwei Franziskanerklöster in bzw. bei der Stadt Glogau. Um/vor 1534 erhielten die Franziskaner-Observanten das leerstehende Klostergebäude und die Klosterkirche St. Stanislaus der Franziskaner-Minoriten in der Stadt. 1810 wurde das Kloster der Franziskaner-Observanten säkularisiert. Die Gebäude wurden danach vom Militärfiskus erworben und von der Garnison in Glogau als Depot genutzt.

## Lage
Die ursprüngliche Lage des Klosters der Franziskaner-Observanten ist nicht sicher bekannt. Nach Cureum lag es an des Hertzogen Lustgarten in der Vorstadt nach Auffgang der Sonnen gelegen .... Es lag also außerhalb der Mauern der Stadt Glogau, wohl östlich der ummauerten Altstadt. Die Klosterkirche war der hl. Barbara gewidmet, in späteren Urkunden wird es deshalb auch Barbara-Kloster genannt. Von diesen Gebäuden hat sich nichts erhalten, Die Franziskaner-Observanten zogen 1534 in das verlassene Minoritenkloster St. Stanislaus in der Stadt um, das sie bis zur Säkularisation 1810 innehatten. Die Gebäude des St.-Stanislaus-Klosters wurden im 2. Weltkrieg stark beschädigt, und im Frühjahr 1963 wurden die Ruinen gesprengt und eingeebnet. Heute ist der Grundriss der Klosterkirche im parkartig gestalteten Areal zwischen Oder und Długa durch Ziegelsteine markiert.

## Geschichte
Der Franziskanerorden gründete bereits um 1250 ein Kloster in der Stadt, dessen Klosterkirche das Patrozinium des Hl. Stanislaus hatte. Das genaue Gründungsjahr und der Stifter sind nicht bekannt. Mitte des 15. Jahrhunderts kam Johannes Capistranus auch nach Schlesien und machte hier die Observanzbewegung innerhalb des Franziskanerordens bekannt und populär. Die Observanten hielten das (ursprüngliche) Armutsideal der Franziskaner konsequent (wieder) ein. Capistranus versuchte bei seinem Besuch die bestehenden Franziskanerkonvente in Schlesien zu reformieren, was jedoch nur in wenigen Fällen gelang. Dafür wurden in den Jahrzehnten nach seinem Besuch einige neue Klöster der Observanz-Bewegung gegründet, darunter auch das Kloster der Franziskaner-Observanten in Glogau. Infolge dieser Neugründung gab es nun für 60 Jahre zwei Franziskanerklöster in Glogau, ein Kloster der Franziskaner-Konventualen (auch Minoriten) und ein Kloster der Franziskaner-Observanten (auch „Barfüßer“). 1517 wurden Franziskaner-Konventualen oder Minoriten (Klöster mit Besitz) und Franziskaner-Observanten oder nur Franziskaner (Klöster ohne Besitz) durch Entscheidung von Papst Leo X. eigenständige Orden. In Polen, Böhmen und Schlesien wurden die Franziskaner-Observanten auch Bernhardiner genannt, nach dem hl. Bernhardin von Siena, einem der Hauptvertreter der Observanzbewegung und Lehrer des Johannes Capistranus.

### Die Teilung des Herzogtums Glogau
1360 kam es zur Teilung des Herzogtums Glogau in einen königlichen Anteil und einen herzoglichen Anteil. Der herzogliche Teil blieb im Besitz der piastischen Herzöge von Glogau. Der königliche Anteil wurde 1384 an die Herzöge von Teschen verlehnt. 1431 war halb Glogau dem Teschener Herzog Wladislaus zu Lehen gegeben worden. 1460 starb Wladislaus und hinterließ die königliche Hälfte seiner Witwe Margareta von Cilli.

### Gründung des Observanten-Klosters
Die verwitwete Herzogin Margareta von Cilli stiftete 1465 vor den Toren der Stadt Glogau ein Kloster für die Franziskaner-Observanten. Nach Köhler wurde das Kloster bereits am 4. Juni 1473 durch den Breslauer Bischof Rudolf von Rüdesheim eingeweiht.

### Der Glogauer Erbfolgestreit
1476 starb der letzte der piastischen Herzöge von Glogau Heinrich XI. ohne Kinder zu hinterlassen. Daraufhin kam es zum Glogauer Erbfolgestreit. Johann II. von Sagan, ein Vetter von Heinrich XI. erhob 1476 Erbansprüche und besetzte mit Hilfe des Matthias Corvinus den herzoglichen Anteil des Herzogtums Glogau.
Nun besetzte seinerseits der Herzog von Teschen Kasimir II. die königliche Hälfte des Herzogtums, um die Interessen von Margareta von Cilli zu sichern. Allerdings eignete sich Johann II. von Sagan 1480 auch die königliche Hälfte von Glogau gewaltsam an. Margareta von Cilli musste sich nach Guhrau zurückziehen, wo sie bald darauf starb.

### Die Herrschaft von Johann II.
1482 war das gesamte Herzogtum Glogau im Besitz des ehemaligen Saganer Herzogs Johann II., der die Stadt schwer unterdrückte. 1488 geriet er in Konflikt mit dem böhmischen (Gegen-)König Matthias Corvinus. Aus Furcht vor einer Belagerung brannte er alle Vorstädte und Vorwerke der Stadt ab, darunter auch das Kloster der Franziskaner-Observanten. Die Dominikaner und Minoriten verwies er der Stadt. Nach der anschließenden sechsmonatigen Belagerung durch Truppen des Matthias Corvinus musste sich die Stadt am 16. November 1488 ergeben. Herzog Johann II. und seine Befehlshaber waren schon vorher aus der Stadt geflohen. Das Herzogtum Glogau wurde nun dem Sohn des Matthias Corvinus, Johannes Corvinus eingeräumt. Danach konnten die Dominikaner und Franziskaner wieder in ihre Klöster zurückkehren.
Nach der Flucht von Johann II. und der Kapitulation der Stadt wurde das Kloster der Franziskaner-Observanten ab 1488/89 vor dem polnischen Tor, also wiederum außerhalb der Stadtmauern, wieder aufgebaut. 1492 weihte Johannes, früherer Bischof von Großwardein und Administrator des Bistums Olmütz die neue Klosterkirche ein; sie war der Hl. Barbara geweiht. Daher wurde das Observanten-Kloster wurde auch Barbara-Kloster genannt. Johann Filipec war 1490 in den Observanten-Zweig des Franziskanerordens eingetreten und hatte das Bischofsamt niedergelegt.

### Das Stanislaus-Kloster
Mit der Reformation verließen immer mehr Brüder das Kloster der Minoriten in St. Stanislaus. Am 23. Juni 1525 übergab der letzte Guardian Mathias Zeidler das Kloster der Stadt Glogau und verließ die Stadt. Nach Weigelt wurde 1530 das verlassene Minoritenkloster nach einer Verhandlung zwischen dem Königlichen Oberamt und dem Landeshauptmann des Fürstentums Glogau für den Kaiser in Besitz genommen. Nach Lucius Teichmann soll Ferdinand II. (richtig ist Ferdinand I.) 1534 die Franziskaner-Observanten aus dem Barbara-Kloster vor der Stadt in das leer stehende Stanislaus-Kloster geholt haben. Das Barbara-Kloster wurde nun aufgegeben.

### Das Kloster steht erneut leer
Auch die Franziskaner-Observanten hatten große Nachwuchssorgen. 1561 übergab Tobias Pincusarius, Barfüßer-Ordens-Minister mit seinen Brüdern (Anzahl und Namen nicht genannt) das Kloster St. Stanislaus der Stadt Glogau, da in kurzer Zeit unsrer Brüder weniger geworden ... und da sich dasselbige (das Kloster) künftig von Unserm Barfüsser-Orden und desselben Brüdern entledigen wird. 1569 stand das Kloster dann leer. 1581 war das Kloster schon wieder von zwei Ordensmitgliedern bewohnt. 1589 war die Klosterkirche allerdings so baufällig, dass der Kaiser eine gegen einen Delinquenten wegen Totschlags verhängte Geldstrafe zur Ausbesserung der Kirche anwies.

### Im Dreißigjährigen Krieg
1642 eroberten die Schweden Glogau und hielten die Stadt bis 1652 besetzt. Weltgeistliche und Ordensgeistliche, mit Ausnahme der Franziskaner, flohen aus der Stadt. Die Franziskaner erhielten vom schwedischen General Lennart Torstensson (Linnard Torstensen) 1642 aber eine Schutzurkunde. In der Klosterkirche der Franziskaner konnte daher auch während der zehn Jahre dauernden schwedischen Besatzung katholischer Gottesdienst gefeiert werden.

### Das Kloster blüht erneut auf
1668 wurde George Abraham Freiherr von Dyhern zum Landeshauptmann von Glogau ernannt. Er war schon zuvor Oberamtskanzler von Ober- und Niederschlesien gewesen. Noch zu seiner Zeit als Oberamtskanzler stiftete er eine Kapelle im Kloster St. Stanislaus zu Seelenmessen und Litaneien. Auch stiftete er 1662 eine Totengedenk-Bruderschaft an der Klosterkirche (Arme-Seelen-Bruderschaft). Das vornehmste Mitglied der Bruderschaft war Kaiser Leopold I. († 1705). Dem Kloster hatte er schon 1662 1000 Taler überwiesen, die sie zur Zinserhebung anlegen sollten. Er wurde nach seinem Tod 1671 in einer Gruft in der Franziskanerkirche St. Stanislaus beigesetzt.
Das Verhältnis des Magistrats zum Franziskanerkloster kann man als gut bezeichnen. Um 1707 erhielten die Franziskaner bei Hauptfesten oder auch bei anderen Gelegenheiten, wenn sie darum baten, kleine Geldspenden vom Magistrat der Stadt. Aus dem Jahr 1728 wird berichtet, dass die Franziskaner von der Stadt auch einen (großen) Christstriezel zu Weihnachten erhielten. Um diese Zeit zählte der Konvent gewöhnlich 36 Brüder (Teichmann).

### Das Kloster in preußischer Zeit
Mit der Besetzung und Annexion Schlesiens durch Preußen (seit 1741) ging der Personalstand durch die repressive Politik des preußischen Staats gegenüber den Klöstern, aber auch durch eine zunehmend kritisch gegenüber den Klöstern eingestellte Bevölkerung, immer weiter zurück. 1747 werden aus dem Konvent namentlich genannt: der Guardian Cyrinus Coblitz, der Vikar Methudius Hallmann, der Festtagsprediger Donatus Pannoch, der Prediger der Totengedenk-Bruderschaft Petrus de Alcantara Kraus, der Feiertagsprediger Clarus Seibt, und der Mahner des Kreuzwegs Speciosus Kaluscha; sicher nur ein Teil der Konventsmitglieder. 1746 hatte der Konvent noch 24 Mitglieder, um 1800 hatte der Konvent immerhin noch 19 Mitglieder.

### Das Ende des Klosters
Mit dem Säkularisationsedikt König Friedrich Wilhelms III. vom 30. Oktober 1810 wurde das Franziskanerkloster Glogau vom preußischen Staat eingezogen. Bei der Aufhebung des Klosters 1810 hatte der Konvent noch 11 Mitglieder: den Guardian, fünf Geistliche und fünf Laienbrüder.
Am 14. August 1811 wurde der Verkauf bzw. die Versteigerung des Franziskaner-Kloster-Gebäudes in Glogau im Amtsblatt des Regierungsbezirks Liegnitz angekündigt. Das Klostergebäude wurde auf 4000 Reichstaler taxiert, und die Herbersteinsche Kapelle und die Sakristei auf 350 Reichstaler. Der Versteigerungstermin wurde auf den 14. September 1811 angesetzt. Das Gebäude wurde vom Militärfiskus erworben und in ein Magazin umgewandelt.
Die Stadt hatte dem Franziskanerkloster vor der Aufhebung ein jährliches Deputatholz (Brennholz) geliefert; die Ablösung dieser Leistung an das Kloster musste ebenfalls geregelt werden. Dies kam erst nach längeren Verhandlungen mit dem Generalvikariatamt in Breslau 1819 zustande.

### Guardiane und andere Ämter
| Amtszeit          | Guardian                                     | Sonstige Ämter und Anmerkungen |
| ----------------- | -------------------------------------------- | --- |
| 1561              | Tobias Pincusarius                           | Guardian |
| 1611              | Bonaventura Sigismundus                      | Guardian |
| 1614              | Mathias Berndt                               | Guardian |
| 1627              | Florianus                                    | Praesidens(!) |
| 1628              | Adalbertus Karkowirz                         | Praesidens |
| 1632              | Aegidius Bortke alias Rudolphus vel Rudolphi | Praesidens |
| 1634              | Melchior Lukas                               | Praesidens |
| 1636              | Aegidius Portke alias Rudolphi               | Praesidens war 1627 und 1634 Guardian in Neisse |
| 1638              | Aegidius Polckheim                           | Guardian electus |
| 1641              | Aegidius Rudolphus Portke                    | Guardian, 1638 bis 1641 Provinzialminister |
| 1650              | Fulgentius Kuntze                            | Guardian war 1651 Guardian in Neisse |
| 1651              | Andreas Wancke                               | Guardian war 1665 Guardian in Neisse, 1650, 1657 Guardian in Jauer |
| 1655              | Antonius Kemmler                             | Guardian |
| 1659              | Coelestinus Mayer                            | Guardian war 1653 Guardian in Neisse |
| 1661              | Ivo Mittmann                                 | Guardian |
| 1662              | Severinus Schöller                           | Guardian |
| 1663              | Raphael Drombsdorff                          | Guardian |
| 1664              | Valentinus Jüttner                           | Guardian war 1675 Guardian in Neisse |
| 1665              | Maximilianus Taubenheim                      | Guardian |
| 1666              | Cyrillus Postremus                           | Guardian war 1670 Guardian in Neisse |
| 1668              | Bertholdus Turzan                            | Guardian war 1646 in Neisse |
| 1669              | Adrianus Schindler                           | Guardian |
| 1670              | Sebastianus Cade                             | Guardian |
| 1672              | Valentinus Jüttner                           | Guardian |
| 1673              | Maximilianus Taubenheim                      | Guardian |
| 1674              | Casimirus Netky                              | Guardian |
| 1675              | Antonius Kemmler                             | Guardian und Provinciae Pater 1666 bis 1669 Provinzial |
| 1677              | Patritius Pallet                             | Guardian |
| 1679 bis 1681     | Theophilus May                               | Guardian 1665 bis 1666 Guardian in Kaaden, 1664 bis 1665 Guardian in Znaim, 1675 bis 1676 Praesidens in Namslaz |
| 1681              | Bartholomaeus Wabnitz                        | Guardian |
| 1682              | Damianus Jüttner                             | Guardian 1685 Guardian in Jauer |
| 1683              | Nicodemus Koch                               | Guardian |
| 1685              | Beniamin Bugwein                             | Guardian |
| 1686              | Nicodemus Koch                               | Guardian |
| 1687              | Fridericus Dittel                            | Guardian |
| 1688              | Petronius Steinhauser                        | Guardian |
| 1689              | Antonius Judenfeindt                         | Guardian 1687 Guardian in Jauer |
| 1690              | Franciscus Niber                             | Guardian |
| 1691              | Archangelus Kopf                             | Guardian |
| 1694              | Isidorus Denhoffer                           | Guardian |
| 1695              | Anicetus Jokisch                             | Guardian |
| 1696              | Achatius Knittel                             | Guardian |
| 1697              | Anicetus Jockisch                            | Guardian |
| 1700              | Wolffgangus Promberger                       | Guardian 1706 Guardian in Jauer |
| 1701              | Sebastianus Breiter                          | Guardian 1698 Guardian in Neisse |
| 1703              | Nicodemus Koch                               | Guardian |
| 1706              | Bruno Christoph                              | Guardian |
| 1707              | Raphael Boda                                 | Guardian |
| 1708              | Nicodemus Koch                               | Guardian |
| 1709              | Bonifacius Mosel                             | Guardian |
| 1710              | Alexander Kemnitzer                          | Guardian |
| 1711              | Marcellinus Gebel                            | Guardian |
| 1714              | Hieronymus Bauer                             | Guardian |
| 1715              | Marcellinus Gebel                            | Guardian |
| 1716              | Edmundus Oppitz                              | Guardian |
| 1717              | Joachimus Preis                              | Guardian |
| 1720              | Bonifacius Mosel                             | Guardian 1714 Guardian in Jauer |
| 1723              | Joachimus Preis                              | Guardian |
| 1724              | Bonifacius Mosel                             | Guardian |
| 1726              | Jovita Legutke                               | Guardian, 1719 Guardian in Jauer, 1721 Guardian in Ratibor, 1730 Guardian in Znaim, 1747 hielt er sich im Konvent in Goldberg auf |
| 1729              | Sigismundus Radtspieler                      | Guardian |
| 1730              | Timotheus Path                               | Guardian |
| 1733              | Julius Bittner                               | Guardian war 1735 Guardian in Goldberg |
| 1735              | Amandus Kraus                                | Guardian 1733 Guardian in Neisse, 1734 Guardian in Jauer, 1739 Guardian in Glatz |
| 1736              | Berardus Haymann                             | Guardian 1731 Guardian in Jauer |
| 1738              | Eusebius Frömichen                           | Guardian |
| 1739              | Augulus Grützner                             | Guardian 1740 Guardian in Glatz, 1743 Guardian in Jauer |
| 1740              | Eligius Lintzinger                           | Guardian 1744 Guardian in Glatz |
| 1741              | Ericus Glaser                                | Guardian 1742 Guardian in Jauer |
| 1742              | Petrus Thienel                               | Guardian |
| 1743              | Kilianus Kumeiser (* 28. Januar 1723)        | Guardian |
| 1744              | Cyrinus Koblitz                              | Guardian |
| 1745              | Donatus Pannoch                              | Guardian |
| (1746) bis (1747) | Cyrinus Coblitz/Koblitz                      | Guardian, Methudius Hallmann, Vikar, Donatus Pannoch, Sonntagsprediger, Petrus de Alcantara Kraus, Prediger für die Totengedenk-Gemeinschaft, Clarus Seibt, Feiertagsprediger, Speciosus Kakuscha, Mahner des Kreuzwegs                                 |
| (1751)            | Kilianus Kumeiser                            | Guardian, Methudius Hallmann, Vikar, Petrus Thienel, Sonntagsprediger, Casimirus Kraus, Prediger für die Totengedenk-Gemeinschaft, Lucius Hornisch, Lektor der Philosophie., Godefridus Basler, Lektor der Philosophie                                  |
| (1752)            | Ludovicus Sartori                            | Guardian und früherer Lektor, Marcellinus Güntzel, Vikar, Kilianus Kumeyser, Sonntagsprediger, Kasimirus Kraus, Praeses & Prediger für die Totengedenk-Gemeinschaft, Lucius Hornisch, Lektor der Philosophie, Godefridus Basler, Lektor der Philosophie |
| (1754)            | Sulpitius Niering                            | Rochus Mohr, Vikar, Kilianus Kumaiser, Sonntagsprediger, Matthaeus Krieg, Festtagsprediger |
| (1758)            | Rochus Mohr (* 21. Dezember 1712 in Neisse)  | Guardian, Paulus Teinert, Vikar, Stanislaus Kinne, Gewöhnlicher Prediger, Sulpitius Niering, Praeses der Totengedenk-Gemeinschaft, |
| (1764)            | Edmundus Fritz                               | Guardian, Valerius Stulpe, Vikar, Cletus Baudisch, Gewöhnlicher Prediger, Stanislaus Kinne, Prediger für die Totengedenk-Gemeinschaft, Zenobius Legutke, Prediger an der Hl. Kreuz-Kirche, Bertholdus Bittner, Festtagsprediger                         |
| (1769)            | Balthasar Opitz                              | Guardian, Valerianus Stulpe, Vikar |
| (1778)            | Zephyrinus Riediger                          | Guardian, Canferinus Dietsche, Diffinitor, Valerianus Stulpe, Vicarius |
| (1779)            | Valerianus Stulpe                            | Guardian, Vitus Schwartzbach, Vikar, Clemens Pohl, Mittagsprediger |
| (1780) bis (1782) | Valerianus Stulpe/Sculpe                     | Guardian, Acursius/Accrursius Lux/Cux, Vikar, Clemens Pohl, Prediger |
| (1789)            | Aurelius Plaschke                            | Guardian, Accursius Lux, Vikar, Beneventus Schäffer, Amtsprediger, Bonaventura Ober, Mittagsprediger |